# Crikvenica
Crikvenica es una ciudad de Croacia en el condado de Primorje-Gorski Kotar.

## Historia
Se considera que en la antigüedad Crikvenica compartía el nombre de Kotor, actualmente ubicada en una colina cercana. El nombre proviene de la iglesia (en croata crikva) del monasterio de los padres paulinos, construida alrededor de 1412. Desde el siglo XIX el pueblo ha servido de destino turístico, con la inauguración del primer hotel en 1891.

## Geografía
Se encuentra a una altitud de 11 m s. n. m. a 166 km de la capital nacional, Zagreb.

## Demografía
En el censo 2011 el total de población de la ciudad fue de 11 122 habitantes, distribuidos en las siguientes localidades:
- Crikvenica - 6 860
- Dramalj - 1 485
- Jadranovo - 1 224
- Selce- 1 553

| Gráfica de población de Crikvenica 1857-2011                        |
|                                                                     |
| Según los censos de población de la oficina estadística de Croacia. |